# Cornelius Cardew
Cornelius Cardew (7. maj 1936 – 13. december 1981) var en engelsk avant-garde komponist.
Han var uddannet af bl.a. Karlheinz Stockhausen samt ved Royal Academy i London, hvor han selv siden 1967 har undervist i komposition.
Han er en af Englands mest markante profiler i den yngre komponistgeneration.
Har bl.a. skrevet Autumn for orkester i 1960. Solo with accompaniment for to instrumenter fra 1964 m.m.